# Гёленкамп
Гёленкамп (нем. Gölenkamp) — община в Германии, в земле Нижняя Саксония.
Входит в состав района Графство Бентхайм. Подчиняется управлению Ильзен. Население составляет 631 человек (на 31 декабря 2010 года). Занимает площадь 20,95 км².
Коммуна подразделяется на 3 сельских округа.
| Год  | Население |
| ---- | --------- |
| 1990 | 677       |
| 1995 | 680       |
| 2000 | 647       |
| 2005 | 640       |
| 2010 | 624       |